# Ирак
Ирак (арап. العراق‎, курд. عێراق), или званично Република Ирак (арап. جمهورية العـراق, курд. كۆماری عێراق) је држава у југозападној Азији. која сачињава античку регију Месопотамију река Тигар и Еуфрат и јужни Курдистан. Површина Ирака је 438.317 km². По површини Ирак је 59. држава у свету. Граничи се са Кувајтом и Саудијском Арабијом на југу, Јорданом на западу, Сиријом на северозападу, Турском на северу и Ираном на истоку. Има уско подручје обале код Ум Касра у Персијском заливу. По процени из 2020. Ирак је имао 38.872.655 становника. Главни и највећи град Ирака је Багдад, а остали већи су Мосул, Басра, Арбил, Киркук и Фалуџа.
Ирак обухвата Месопотамију, североисточни крај Загроса и источни део Сиријске пустиње. Две главне реке Тигар и Еуфрат протичу кроз средишњи део Ирака. Оне су учиниле Ирак земљом погодном за земљорадњу насупрот степама и пустињама које покривају већи део западне Азије.
Ирак је у старом веку на западу био познат по грчком топониму Месопотамија (међуречје) и на овом простору су се смењиавале цивилизације још од 6. миленијума п. н. е. Област између Тигра и Еуфрата се обичном назива колевком цивилизације и постојбином писма, закона и точка. Током историје, Ирак је био центар домаће акадске, сумерске, асирске и вавилонско-халдејске цивилизације. Потом је био део ахеменидског, селеукидског, партијског, сасанидског, римског, праведног, омејадског, абасидског, монголског, сафавидског, афшаридског и османског царства. Данашње границе Ирака су одређене миром из Севра када је Друштво народа после Првог светског рата ставило Ирак под Британски мандат у Месопотамији. Монархија је основана 1921. а Ирак је добио независност од Уједињеног Краљевства 1932. Монархија је збачена 1958. и основана је република. Ираком је владала Баас партија од 1968. до 2003. Након америчке инвазије 2003. је збачена власт председника Садама Хусеина. Америчка окупација Ирака се окончала 2011. Ирак је земља са шиитском већином и сунитском мањином.

## Географија

### Положај и границе
Ирак се граничи са Ираном (1.458 km) на истоку, Саудијском Арабијом (814 km) и Кувајтом (242 km) на југу, Сиријом (605 km), Јорданом (181 km) и Турском 331 (km) на западу. Дужина обале је 58 km.
Ирак се може поделити у четири главна региона: пустињски (западно од Еуфрата), горњу Месопотамију (између Тигра и Еуфрата), северно побрђе Ирачког Курдистана и доњу Месопотамију, алувијалну раван од Тикрита до Персијског залива.
Планине на североистоку су наставак алпског система који се пружа на исток од Балкана кроз јужну Турски, северни Ирак, Иран и Авганистан све до Хималаја. Пустињски регион се налази у југозападним и централним покрајинама уз границу са Саудијску Арабију и Јордан и географски припада Арабијском полуострву.

### Планине
На североистоку Ирака, из суседне Турске, у ову се земљу пружа планински ланац Таурус, а на истоку, из смера Ирана, ланац Загрос, Иранско горје. Ови су планински ланци углавном стрми и голи, а њихови врхови премашују висину од 3000 m. Према средишту земље, планине постају све ниже и прелазе у долину река Еуфрат и Тигар.

### Воде
Регија између река Еуфрата и Тигра назива се Месопотамија и представља житницу блискоисточних земаља. Реке теку кроз Ирак са северозапада према југоистоку. Средишњи делови њихових токова натапају поља и плантаже агрума и палми датуља подигнуте на месту посечених шума у којима су најзаступљенија била стабла храста, платана, врбе и тополе. Доње токове ових река прате мочварна подручја с пуно трске која су станиште бројних птица селица. Око 150 km северно од ушћа у Персијски залив Еуфрат и Тигар се спајају у реку Шат ел Араб. Ирачка морска обала дуга је око 60 km. На западу тока реке Еуфрат рељеф се поступно успиње прелазећи у Сиријску пустињу, која се простире и по суседним земљама. У овом природном простору вегетација је пустињска с тек покојим грмом траве или трновитим трајницама.

### Клима
Ирак се налази у сувој климатској зони. Лета су врућа и с мало падавина, а зиме благе и влажне. Док у Сиријској пустињи могу проћи године а да не падне киша, у планинској регији на североистоку земље зими пада снег. Годишњи ниво падавина у овом подручју прелази 1000 милиметара, док је у Месопотамији количина падавина углавном мања од 30 милиметара. У Багдаду, који је смештен и у њеном средишту, просечна температура у јануару износи 9 °C, а у јулу 33 °C. Температурне вредности неретко лети пређу екстремну границу од 50 °C.

## Историја

### Стари век
Ирак има надимак Колевка цивилизација, пошто је постојбина Сумера, најраније познате цивилизације, која је настала у Месопотамији, плодној долини Еуфрата и Тигра у јужном Ираку током бакарног доба. Овде је крајем 4. века п. н. е. су настало прво писмо и почела је писана историја. Сумерску цивилизацију наследило је Акадско краљевство у 24. веку п. н. е. Период акадске превласти је следила сумерска ренесанса у 21. веку п. н. е. Еламитска инвазија у 2004. п. н. е. је довела до краја Треће династија Ура. До 21. века п. н. е. нова акадска цивилизација, Асирија, се уздигла су северном Ираку. До 19. века п. н. е. у јужном Ираку је основана аморитска држава Вавилонија.
Ираком су владали Асирци и Вавилонци следећих 14. векова. За време Хамурабијевог Вавилонског царства, Асирског краљевства од 1365—1076. п. н. е. и Нововавилонског краљевства, Ирак је био велесила античког света. Нарочито је Новоасирско краљевство поставило Ирак у средиште великог царства које се простирало од Кавказа до Египта и Арабије и од Кипра до Персије.
У 6. веку п. н. е. Кир Велики је поразио Нововавилонско краљевство у бици код Описа и Ирак је припојен Ахеменидском краљевству наредна два века. Крајем 4. века п. н. е. Александар Велики је покорио регион. Након његове смрти два века Ираком је владало хеленистичко Селеукидско краљевство. Парћани су покорили обу област за време владавине Митридата I. Римљани су из Сирије неколико пута нападали овај регион. Хришћанство је почело да се развија у Ираку (нарочито у Асирији) између 1. и 3. века и Асирија је постала центар Асирске цркве истока. Сасаниди су под Ардаширом I уништили Партско краљевство и покорили Ирак 224. Наредна 4. века Ирак је био сасанидска покрајина, све до исламског освајања Персије у 7. веку.

### Средњи век
Арапско-исламска освајања у 7. веку су донела ислам у Ирак, као и велики прилив Арапа и Курда. За време Праведног калифата, Мухамедов рођак и зет Алија је преместио своју престоницу у Куфу када је постао четврти калиф. Омејадски калифат је Ираком управљао из Дамаска.
Абасидски калифат је у 8. веку основао град Багдад као своју престоницу, и он је 5 векова био водећа метропола у арапском и муслиманском свету. Багдад је био највећи мултикултурални град у средњем веку, а на врхунцу је имао више од милион становника, и био је центар науке током Исламског златног века. Монголи су уништили град током опсаде Багдада у 13. веку. Процене броја мртвих су у опсегу од 200.000 до милиона.
Хулагу кан је 1257. скупио необично велику војску, значајни део снага Монголског царства, за потребе освајања Багдада. Када су стигли пред исламску престоницу, Хулагу кан је захтевао предају, али је последњи абасидски калиф одбио. Ово је разбеснело Хулагуа, и потом је, у складу са монголском стратегијом обесхрабривања пружања отпора, Багдад био разорен. Број мртвих се креће од 200.000 до милион.
Монголи су уништили Абасидски калифат и Кућу мудрости у Багдаду, која је поседовала бројне драгоцене историјске документе. Град није никада повратио свој статус важног центра културе и утицаја. Неки историчари верују да су Монголи уништили велики део система за наводњавање који је одржавао Месопотамију читав миленијум. Други историчари истичу да је засољавање земљишта одговорно за пропаст пољопривреде.
Црна смрт из 14. века је похарала већи део исламског света. Најбоља процена за Блиски исток је да је степен смртности била око једне трећине.
Тамерлан, војсковођа монголског порекла, је 1401. напао Ирак. После освајања Багдада, око 20.000 његових становника је било масакрирано. Тамерлан је наредио да се сваки војник врати са најмање две одсечене људске главе и да му је покаже. Многи војници су били толико уплашени да су убијали таоце заробљене раније да би имали довољно глава да покажу Тамерлану. Тамерлан је такође спроводио масакре над домаћим асирским хришћанским становништвом, тада већинским становништвом у северној Месопотамији, и у то време древни асирски град Асур је коначно напуштен.

### Османски Ирак
У 16. веку, територија Ирака пада под отоманску власт, која траје све до Првог светског рата, када земља постаје протекторат Велике Британије.

### Британски мандат и краљевство
Ирак је 11. новембра 1920. постао мандат Друштва народа под британском контролом назван Држава Ирак. Британци су поставили хашемитског краља Фејсала I, кога су Французи протерали из Сирије, за свог за вазалног владара. Исто тако, британске власти су одабрали сунитску арапску елиту из оближњих крајева и именовали у владине уреде
Суочени са све већим трошковима и јавним протестима ратног хероја Томаса Лоренса, Британци су октобра 1920. сменили цивилног комесара Арнолда Вилсона и поставили сер Персија Кокса. Кокс је успео да угуши немире, али је био одговоран за увођење судбоносне политике блиске сарадње са ирачком сунитском мањином. Ропство је укинуто током 1920-их.
Британци су дали независност Краљевству Ирак 1932, на молбе краља Фејсала I, мада су Британци задржали војне базе, локалну милицију и право пролаза за своју војску. Краљ Гази I је владао као номинални вођа након смрти краља Фејсала 1933. Његову власт су до његове смрти 1939. поткопавали војни пучеви. Газија је наследио његов малолетни син Фејсал II. Абдула Илах је владао као регент током Фејсаловог малолетства.
Рашид Али ал Гајлани и чланови групе Златни квадрат су 1. априла 1941. извели државни удар и збацили Абдулу Илаха. Током потоњег Англо-ирачког рата, Уједињено Краљевство (које је још увек држало ваздухопловне базе у Ираку је напало Ирак из страха да би влада Рашида Алија могла прекинути да снабдева нафтом западне земље због његове весе са силама Осовине. Рат је почео 2. маја и Британци су, заједно са лојалном ирачком милицијом поразили снаге Рашида Алија и приморали га на примирје 31. маја.
Војна окупација која је уследила довела је до повратка владавине хашемитске династије. Окупација се окончала 26. октобра 1947, мада су Британци задржали војне базе у Ираку све до 1954, када су распуштене локалне милиције. Властодршци током окупације и преосталог времена трајање хашемитске монархије били су Нури ал Саид, аутократски премијер, који је такође био на власти од 1930. до 1932. и Абдула Илах, бивши регент који је сада био саветник краљу Фејсалу II.

### Баасистички Ирак
У устанку арапских националиста и војних официра, 1958. године, у Ираку је оборена монархија, а 1968. године власт државним ударом преузима панарапска Баас партија, којом доминирају муслимани сунити. Рат Ирака са, претежно шиитским суседом, Ираном, од 1980. године до 1988. године, однео је на стотине хиљада људских живота и остао упамћен као најдужи и најкрвавији рат у новој историји Блиског истока. Бивши председник Ирака Садам Хусеин дошао је на власт 1979. године, након што је већ десет година пре тога био „сива еминенција“ као потпредседник Револуционарне команде.

### Америчка инвазија
Након што је војном акцијом срушен режим дотадашњег председника Садама Хусеина Ирак се од априла 2003. до јуна 2004. званично налазио под окупацијом САД. Да би се створио привид да цела међународна заједница стоји иза напада и окупације контролу званично има међународна коалиција, али је она састављена највећим делом од Америчких трупа и симболичним учешћем НАТО партнера. Дана 28. јуна 2004. власт је предана привременој ирачкој влади наметнутој споља, која је 30. јануара 2005. провела изборе за прелазну скупштину. Земља је и даље ефективно под Америчком окупацијом и пуном контролом, стављена ван заштите свих међународних закона. Америчке (коалиционе) окупационе снаге су и даље у великом броју присутне у Ираку, и заједно са најамницима америчких приватних фирми за физичко обезбеђење (Блеквотер, Халибуртон итд) покушавају да држе земљу под контролом ради експлоатације нафте и контроле положаја у походу на Иран и остале арапске земље. Ирачани се противе окупацији и теже ка ослобођењу. Америчке трупе су се повукле 2011. године из Ирака. Након рата и окупације западних земља расте и жеља ка стварању исламске државе. Ирак је пре окупације био једна од најсекуларнијих арапских земаља.

## Политика
Према Уставу од 15. октобра 2005. године Ирак је савезна република с парламентарним системом власти. На челу државе је председник републике, који за мандат од 4 година и на највише два мандата бира парламент. Извршну власт има Веће министара, које се састоји од премијера и министара. Веће министара потврђује парламент и оно му је одговорно за свој рад. Законодавну власт има једнодомно Ирачко заступничко веће стр. 325 заступника (317 бирају грађани у појединим губернијама, док је 8 места резервирано за припаднике мањина), који служе мандат од 4 године. Устав истиче обавезу успостављања Већа федерације као другог дома савезног парламента. Бирачко је право опште и једнако, а имају га сви грађани с навршених 18 година живота. Дан републике је 14. јула.
Правосудни систем Ирака се дели на судове на нивоу регија и провинција и на федералне судове. На нивоу провинција и регија постоје првостепени судови који се деле по надлежности на: Кривичне судове, Грађанске судове и Суд за статусна питања. На нивоу провинција и регија у другом степену суде Жалбени судови. Највиши суд на нивоу провинција и регија је Касациони суд.

## Административна подела
Ирак је састављен од деветнаест покрајина (арап. محافظة - мухафаза; курд. parêzgeh). Све покрајине су даље подељене на округе. Ирачки Курдистан (Ербил, Дахук, Сулејманија и Халабџа) је једини аутономни регион у Ираку, са сопственом владом и војском.
1. Багдад
2. Саладин
3. Дијала
4. Васит
5. Мајсан
6. Басра
7. Ди Кар
8. Мутана
9. Кадисија
10. Бабил
11. Карбала
12. Наџаф
13. Анбар
14. Нинива
15. Дахук
16. Ербил
17. Киркук
18. Сулејманија
19. Халабџа

## Становништво
Становништво Ирака етнички је и верски хетерогено, иако је ислам најзаступљенија религија и припада му више од 95% становништва. Три доминантне заједнице су Арапи-Шиити (око 60% становништва), Арапи-Сунити (око 20%) и Курди (око 15%).
Густина насељености варира од врло ријетке (мање од 10 ст./km²) у полупустињским и пустињским крајевима на западу и југу, до врло густе у Доњој Мезопотамији. Посебно су густо насељена шире подручје око главног града и подручје делте Схатт ал Араба. Густином се истиче и брдско подручје Курдистана те уска зона уз горњи ток Тигриса и нешто мање Еуфрата. У градовима живи више од половине становништва и тај део због снажних миграција убрзано расте. Највећи је главни град је Багдад. Остали већи градови: Мосул, Басра, Ирбил, Киркук, Сулејманија, Наџаф и Карбала. Број становника расте врло брзо, по годишњој стопи 29‰ (просек 1980–2001).

### Религија
Устав Ирака проглашава ислам као званичну религију. Такође, Устав Ирака предвиђа да ислам треба сматрати извором законодавства, и ниједан закон не може бити усвојен уколико се противи утврђеним одредбама ислама. Религијску структуру Ирака чине већински муслимани којих има 97%, те хришћани и остале религије које чине 3% популације. шиити представљају већину, са око 60-65%, а сунити око 32-37% становништва.
У Ираку постоје и мање верске заједнице Бахајаца, Језида и Шабака, који заједно са хришћанима чине 3% популације Ирака који нису муслимани. Припадници курдског народа припадају углавном сунитском огранку ислама, али мањи део Курда (Faili Kurdi) су припадници шиитског огранка ислама.
Хајледци, уз Асирце и Сиријце чине највећи део хришћанске популације Ирака, која броји од 400.000 од 600.000 припадника. Какаи заједница је настањена углавном у близини Киркука. Мање од десет Јевреја живи у Багдаду, а мали број јеврејских породица живи у регији Ирачки Курдистан, на северу Ирака. Заједница Језида броји од 500.000 до 600.000 припадника, и они углавном живе на северу земље, око 15% њих живи у Дохук провинцији, а остатак у Нинева провинцији. Заједница Шабака броји од 400.000 до 500.000 људи, и они живе углавном за северу земље у провинцији Нинава, као и у близини Мосула. Шиити претежно живе на југу и истоку Ирака, али представљају већину становништва у Багдаду. Сунити чине већину на западу, северу и у централном делу Ирака.

### Језик
Званични језици у Ираку су арапски и курдски језик. Око 75% становништва говори арапски, док око 20% говори курдски језик. У употреби су још и туркменски (турски дијалект), асирски и јерменски језик. Такође, од "западњачких" језика најчешће се говори енглески језик. Курдски језик се говори углавном на северу земље. Јерменски језик говоре припадници преосталог хришћанског становништва.
Арамејски и јужни азери језик, су регионални језици. Јерменски и персијски су заступљени, али у мањој мери. Већина ирачких Курда говоре и курдски и арапски језик. Туркмени говоре језиком јужни азери, Асирци говоре различитим ерамејским дијалектима, а Фејли Курди говоре фејли језик, са курдским дијалектом. Према Уставу Ирака сви грађани имају право на образовање на матерњем језику.

## Привреда
Економијом Ирака доминира нафтни сектор, који традиционално пружа око 95% девизне зараде Ирака. Недостатак развоја других привредних сектора је резултирао стопом од 18-30% незапослених и смањењем БДП-а од 4.000 $ по становнику. Запосленост у јавном сектору чини готово 60% од укупно запослених на пуно радно вриеме у 2011. години. Нафтна индустрија, која доминира ирачком привредом, запошљава релативно мали број радника. Пре америчке окупације, у Ираку је био заступљен систем централно планиране економије са забраном страног власништва над ирачким привредним субјектима. У таквом економском систему, већина великих индустријским предузећа су била у државном власништву а страној употреби су биле наметнуте велике тарифе.
Упркос светски значајним залихама нафте, Ирак је међу сиромашнијим земљама на Блиском истоку. Узроци вишегодишњој кризи и сиромашењу државе су издаци и ратне штете у ирачко-иранском рату 1980–88 (око 35 милијарди УСД), штете од рата са САД-ом и њиховим савезницима након ирачке окупације Кувајта 1991. године (око 65 милијарда УСД) те међународне санкције под којима је Ирак од 1990. године (стање донекле ублажава извоз нафте у оквиру УН-ова програма Нафта за храну и лекове, који се остварује од децембра 1996. године).
Главни су пољопривредни производи пшеница, раж, рижа, парадајз, датуле, памук; у сточарству се највише узгајају овце и живина. Већина је производних потенцијала у државном власништву (остварују око 80% БДП-а). Године 2001. вредност извоза била је 15 милијарди УСД, а увоза око 12 милијарди УСД; главни су спољнотрговински партнери Русија, Француска, Египат и Кина.